# Litoria cooloolensis
A Litoria cooloolensis a kétéltűek (Amphibia) osztályának békák (Anura) rendjébe és a levelibéka-félék (Hylidae) családjába tartozó faj.

## Előfordulása
A faj Ausztrália endemikus faja. Természetes élőhelye mocsarak, édesvízi tavak, parti édesvízű lagúnák. A fajra élőhelyének elvesztése jelent fenyegetést.